# Demirci
Demirci ist eine Stadtgemeinde (Belediye) im gleichnamigen Ilçe (Landkreis) der Provinz Manisa in der türkischen Ägäisregion und gleichzeitig eine Gemeinde der 2012 geschaffenen Büyüksehir belediyesi Manisa (Großstadtgemeinde/Metropolprovinz). Seit der Gebietsreform 2013 ist die Gemeinde flächen- und einwohnermäßig identisch mit dem Landkreis.
Demirci liegt im Nordosten der Provinz auf einer Höhe von 853 m und grenzt extern an die Provinz Kütahya.
Demirci bestand schon bei Gründung der Türkei 1923, der Kaza (Vorläufer des Kreises) hatte zur Volkszählung 1927 26.049 Einwohner, davon entfielen auf die Stadt (Şehir) 5.468 und auf die 115 Dörfer/Ortschaften 20.581 Einwohner.
(Bis) Ende 2012 bestand der Landkreis neben der Kreisstadt aus vier Stadtgemeinden (Belediye) Borlu, Durhasan, İcikler und Mahmutlar sowie 88 Dörfern (Köy) in drei Bucaks, die während der Verwaltungsreform 2013 in Mahalle (Stadtviertel/Ortsteile) überführt wurden. Die 22 existierenden Mahalle der Kreisstadt blieben erhalten, während die Mahalle der anderen Belediye vereint und zu je einem Mahalle reduziert wurden. Durch Herabstufung dieser Belediye und der Dörfer zu Mahalle stieg deren Zahl auf 101 an. Ihnen steht ein Muhtar als oberster Beamter vor.
Ende 2020 lebten durchschnittlich 389 Menschen in jedem der Mahalle, 5.073 Einw. im bevölkerungsreichsten (Akıncılar Mah.).